# Vedran Vukušić
Vedran Vukušić (Split, 18. prosinca 1982.) hrvatski je profesionalni košarkaš iz Dugog Rata. Visok 2,06 m i težak 98 kg. Igra na poziciji krila, a nije mu strano igrati ni krilnog centra. Trenutno igra u Cedeviti.

## Karijera

### Amerika
Svoju karijeru je započeo u mlađim uzrastima KK Splita. Split mu je nudio 7-godišnji ugovor, koji je odbio.[nedostaje izvor] Bio u KK Dalvin, otkamo se je zaputio u SAD sa samo 17 godina. Upao je na sveučilište Northwestern studirati komunikologiju, gdje je postao član Wildcatsa. U svojoj prvoj sezoni u Americi već na početku je odigrao 7 uzastopnih susreta, ali je zaradio neugodnu ozljedu ramena. Morao je pauzirati 5 mjeseci, ali je usprkos ozljedi uspio sakupiti 25 nastupa. U samo 17,4 minute u prosjeku provedene na parketu sakupio je respektbilnih 5,1 poena i 1,9 skoka. Sljedeću sezonu je preskočio, jer je ponovo ozljedio isto rame. U drugoj sezoni je odigrao nešto više i u samo 36.9 minuta u prosjeku provedenih na parketu sakupio je 14,3 poena, 4,3 skoka. U trećoj sezoni igrao je nešto manje minuta provedenih na parketu, ali to ga nije omelo da odigra slabiju sezonu. Ukupno je u 35 minuta zabijao 16,8 poena i sakupio 4 skoka. U zadnjoj sezoni provedenoj na sveučilištu postao je najbolji igrač momčadi, a i statistika mu se je popravila. Imao je prosjek od 19 poena i 3 skoka po susretu.

### =Cibona
Odlazi u Europu, točnije u izraelski Ironi Nahariya. Tu je proveo samo jednu sezonu i nije se naigrao. Dočekao je poziv iz zagrebačke Cibone, koja ga je dovela kao pojačanje za Euroligu.

#### Cedevita
U srpnju 2010. potpisuje za Cedevitu, skupa s kolegom iz Cibone Trohom. Bio je istaknut u Cedeviti koja je izrastala u najjaču hrvatsku košarkašku silu.

#### Split
Na poziv Nikole Vujčića došao je u KK Split. Zbog problema s leđima otišao u igračku mirovinu. Nastavio je rekreativno trenirati krav-magu. Split ga je pozvao za pomoćnika glavnom treneru Anti Grgureviću, svom suigraču.